# Luke Evans

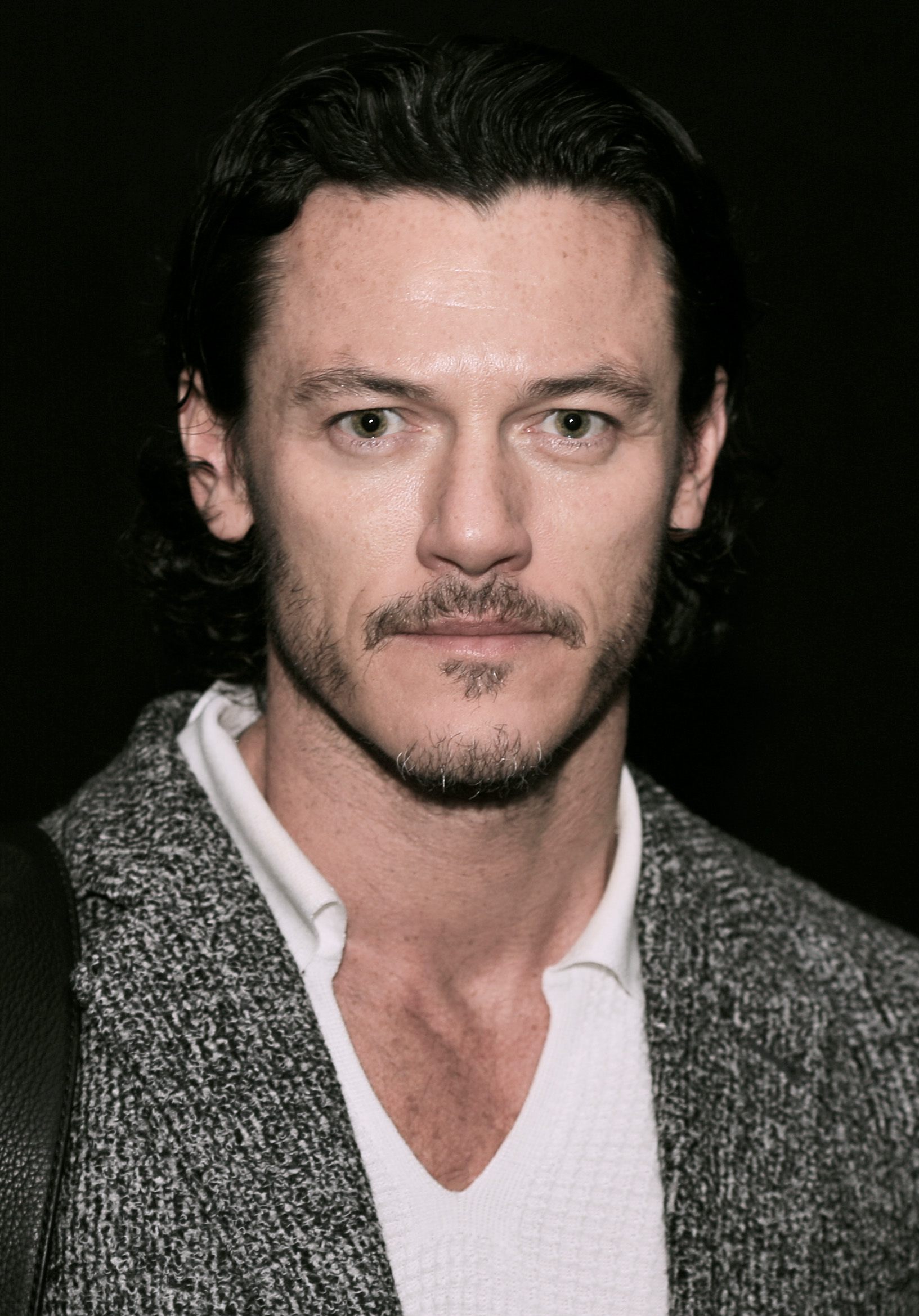
Luke Evans (2014)

Luke George Evans (* 15. April 1979 in Pontypool, Wales) ist ein britischer Schauspieler und Sänger.

## Leben und Wirken
In Pontypool geboren, wuchs Evans in dem kleinen Ort Aberbargoed im walisischen Gwent als einziger Sohn seiner Eltern auf. In seiner Jugend war er Mitglied bei den Zeugen Jehovas, jedoch trat er mit 16 Jahren aus der Religionsgemeinschaft aus und verließ im selben Jahr auch die Schule. Mit 17 Jahren zog er nach Cardiff, wo er Gesangsunterricht nahm. 1997 gewann er ein Stipendium am The London Studio Centre in London, wo er 2000 graduierte.
Danach wirkte er im Londoner West End bei verschiedenen Theaterproduktionen, darunter La Cava, Taboo, Rent, Miss Saigon und Avenue Q mit. Im Jahr 2009 erhielt er im Alter von 30 Jahren seine erste Filmrolle in Kampf der Titanen, in welchem er in einer Nebenrolle als griechischer Gott Apollo auftrat. 2010 hatte er eine weitere Nebenrolle als Handlanger des Sheriffs in Ridley Scotts Robin Hood an der Seite von Matthew Macfadyen. Erneut an Macfadyens Seite trat Evans ein Jahr später in Die drei Musketiere in einer der Hauptrollen als Musketier Aramis auf.
2012 übernahm er die Rolle des Baltimore Detective in The Raven – Prophet des Teufels, dessen Titel Edgar Allan Poes Gedicht Der Rabe entlehnt ist. Seit Anfang August 2012 übernahm er zudem die Rolle eines Bösewichts in der Fortsetzung der Reihe The Fast and the Furious, nachdem diese von Jason Statham abgelehnt worden war. In Peter Jacksons Verfilmung des Tolkien-Romans Der Hobbit übernahm er die Rolle von Bard dem Bogenschützen. 2014 war er als Dracula in dem Kinofilm Dracula Untold zu sehen. 2018 verkörperte er in zehn Episoden der Fernsehserie The Alienist – Die Einkreisung neben Daniel Brühl und Dakota Fanning die Rolle des Zeichners John Moore. 2019 spielte er neben Woody Harrelson und Dennis Quaid eine der Hauptrollen in Roland Emmerichs Kriegsdrama Midway – Für die Freiheit.
2017 wurde er in die Academy of Motion Picture Arts and Sciences aufgenommen, die jährlich die Oscars vergibt.
Am 22. November 2019 wurde sein Debütalbum At Last bei BMG Records veröffentlicht. Auf dem 12 Musikstücke umfassenden Album interpretiert Evans größtenteils Pop-Songs aus den ’80ern und ’90ern akustisch neu.
Im März 2020 war er auf dem Cover der deutschen Ausgabe von GQ – Gentlemen’s Quarterly zu sehen, fotografiert von Marcus Ohlsson.
2002 äußerte sich Evans in einem Interview gegenüber dem Magazin The Advocate erstmals ausführlich über seine Homosexualität. Von 2014 bis 2016 war er mit dem spanischen Model Jon Kortajarena zusammen. 2020 trennte sich Evans von dem Artdirector Rafael Olarra.

## Filmografie (Auswahl)
- 2010: Cowards and Monsters (Kurzfilm)
- 2010: Sex & Drugs & Rock & Roll
- 2010: Kampf der Titanen (Clash of the Titans)
- 2010: Robin Hood
- 2010: Immer Drama um Tamara (Tamara Drewe)
- 2011: Blitz – Cop-Killer vs. Killer-Cop (Blitz)
- 2011: Die drei Musketiere (The Three Musketeers)
- 2011: Krieg der Götter (Immortals)
- 2012: The Raven – Prophet des Teufels (The Raven)
- 2012: No One Lives – Keiner überlebt! (No One Lives)
- 2013: Fast & Furious 6
- 2013: Der Hobbit: Smaugs Einöde (The Hobbit: The Desolation of Smaug)
- 2013: Der große Eisenbahnraub 1963 (The Great Train Robbery)
- 2014: Dracula Untold
- 2014: Der Hobbit: Die Schlacht der Fünf Heere (The Hobbit: The Battle of the Five Armies)
- 2015: Fast & Furious 7 (Furious 7)
- 2015: High-Rise
- 2016: Message from the King
- 2016: Girl on the Train (The Girl on the Train)
- 2017: Die Schöne und das Biest (Beauty and the Beast)
- 2017: Fast & Furious 8 (The Fate of the Furious)
- 2017: Professor Marston & The Wonder Women
- 2018–2020: The Alienist – Die Einkreisung (The Alienist, Fernsehserie)
- 2018: 10x10
- 2019: Ma
- 2019: Murder Mystery
- 2019: Anna
- 2019: Midway – Für die Freiheit (Midway)
- 2019: Angel of Mine
- 2021: Crisis
- 2021: The Pembrokeshire Murders (Miniserie, 3 Episoden)
- 2021: Nine Perfect Strangers (Miniserie, 8 Episoden)
- 2022: Pinocchio
- 2022: Scrooge: Ein Weihnachtsmusical (Scrooge: A Christmas Carol , Stimme)
- 2023: Our Son
- 2023: Good Grief
- 2024: 5lbs of Pressure
- 2024: Weekend in Taipei

## Diskografie
Studioalben
- 2019: At Last
- 2022: A Song for You

Singles
- 2017: Gaston (mit Josh Gad, US: Gold)

## Auszeichnungen
Im Rahmen der British Independent Film Awards 2015 wurde Evans für seine Leistungen im Film High-Rise als bester Nebendarsteller nominiert.